# Syntomeida epilais
Espèce
Syntomeida epilais est une espèce américaine de lépidoptères (papillons) de la famille des Erebidae et de la sous-famille des Arctiinae. 
Sa chenille est surnommée « chenille rasta » dans les Antilles.

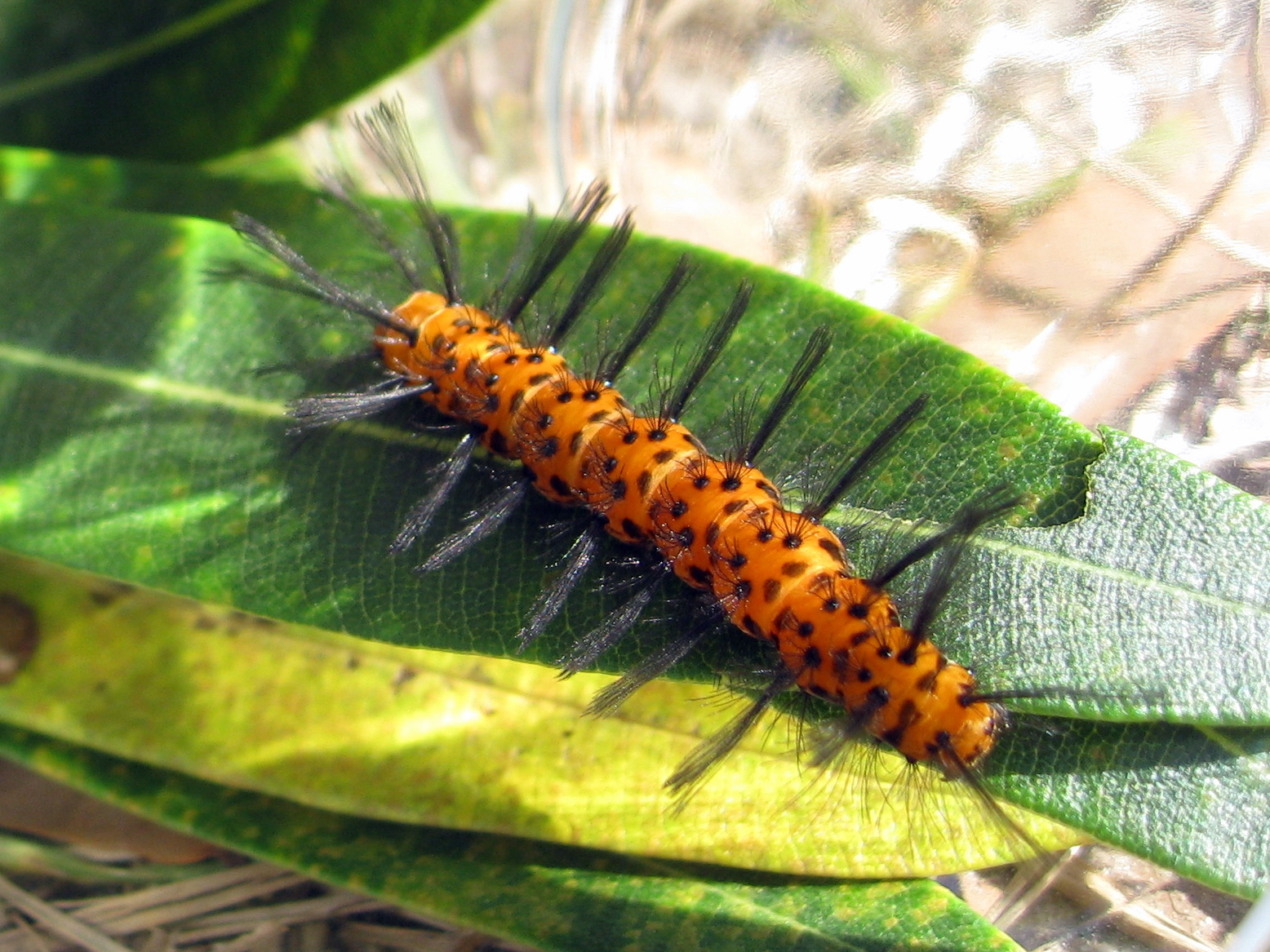
Une chenille de Syntomeida epilais.

## Référence
- (en) FUNET Tree of Life : Syntomeida epilais
- (en) Catalogue of Life : Syntomeida epilais Walker, 1854 (consulté le 18 décembre 2020)